# Haverok harca
A Haverok harca (eredeti cím: Tag) 2018-as amerikai filmvígjáték, melynek elsőfilmes rendezője Jeff Tomsic, forgatókönyvírója Rob McKittrick és Mark Steilen. A főszerepben Ed Helms, Jake Johnson, Hannibal Buress, Jon Hamm és Jeremy Renner látható. A film megtörtént események alapján készült.
Az Amerikai Egyesült Államokban 2018. július 5-én mutatta be a Warner Bros.. Magyarországon július 15-én az InterCom Zrt. forgalmazásában jelent meg szinkronizálva. Általánosságban vegyes kritikákat kapott, de bevételi szempontból jól teljesített.

## Cselekmény
Pár iskolás barát elhatározza, hogy felnőtt korukban is fogócskázni fognak, úgy, ahogy valaha az iskolaudvaron, csak most az egész ország a pálya. A feladat az, hogy becserkészik, levadásszák vagy meglepik egymást és az áldozat mindegy, hogy mit csinál: dolgozik, csajozik vagy gyereket nevel-e éppen.

## Szereplők
| Szerep                  | Színész          | Magyar hang     |
| ----------------------- | ---------------- | --------------- |
| Hogan "Hoagie" Malloy   | Ed Helms         | Forgács Péter   |
| Jerry Pierce            | Jeremy Renner    | Stohl András    |
| Kevin Sable             | Hannibal Buress  | Rába Roland     |
| Randy "Chilli" Cilliano | Jake Johnson     | Makranczi Zalán |
| Bob Callahan            | Jon Hamm         | Fekete Ernő     |
| Anna Malloy             | Isla Fisher      | Ruttkay Laura   |
| Rebecca Crosby          | Annabelle Wallis | Bartsch Kata    |
| Cheryl Deakins          | Rashida Jones    | Bánfalvi Eszter |
| Susan Rollins           | Leslie Bibb      | Zsigmond Tamara |

## Fogadtatás
A film vegyes kritikákat kapott. A Metacritic weboldalon a film értékelése 56 véleményen alapján 35%-on áll. A Rotten Tomatoeson a Haverok harca 55%-os minősítést kapott, 172 értékelést összegezve.
28 milliós költségvetés mellett világszerte 77 millió dolláros bevételt tudott gyűjteni.

## Médiakiadás
Az Amerikai Egyesült Államokban 2018. augusztus 17-én jelent meg DVD-n és augusztus 28-án Blu-rayen. Magyarországon október 17-én adták ki DVD-n és Blu-rayen.